# Vehicle Stability Control
Vehicle Stability Control − kontrola stabilności pojazdu. 
Jest to nazwa systemu ESP stosowana dla samochodów Toyota.